# 尼爾斯·艾布森
尼爾斯·艾布森（丹麥語：Niels Ebbesen，1308年—1340年11月2日）是丹麥領主、民族英雄，以擊殺傑哈德三世知名。

## 略歷
傑哈德三世是丹麥空位時代統治日德蘭和菲英島的德國貴族，因施行苛政而不得人心，被丹麥人稱為「禿伯爵」。1340年，艾布森率領47人潛入伯爵在蘭德斯的居館，並殺死伯爵。艾布森的行動激起日德蘭人起身反抗德國領主，雖然艾布森在之後戰敗，被德國人處死，但是，德國領主已無法鎮壓丹麥人的反抗。

## 脚注
1. ↑  . Danmarks Historien.   [March 1, 2019]. （原始内容存档于2021-01-18）.